# Pont des Cadets
Die Pont des Cadets, offiziell Pont des Cadets de Saumur, überbrückt den nördlichen Seitenarm der Loire in Saumur im Département Maine-et-Loire in der französischen Region Pays de la Loire. Sie steht im Zuge der Avenue du Général de Gaulle zwischen dem rechten, nördlichen Flussufer und der Île d’Offard, die durch die Pont Cessart mit der am Südufer gelegenen Altstadt verbunden wird. Die Brücken und der Straßenzug sind Teil der Route départementale D947.
Sie ist nach den jungen Kavalleriekadetten der berühmten Reitschule Cadre Noir benannt, die im Zweiten Weltkrieg das Südufer der Loire gegen die Wehrmacht verteidigten.
Die vierspurige Brücke ist 210 m lang und 15,50 m breit. Die Stahlbetonbrücke hat fünf gleich große Bögen mit Pfeilerachsabständen von 42 m.
Sie wurde 1950 eröffnet als Ersatz für die frühere pont Napoléon, eine Steinbogenbrücke, die 1833 eröffnet wurde.